# Styphrus somaliensis
Styphrus somaliensis är en skalbaggsart som beskrevs av Thérond 1963. Styphrus somaliensis ingår i släktet Styphrus och familjen stumpbaggar. Inga underarter finns listade i Catalogue of Life.